# Léobon Jupile Larombière
Léobon-Valéry-Léon Jupile-Larombière, né à Saint-Vaury le 23 décembre 1813 et mort en 1893, est un magistrat français.

## Biographie
Les études de M. Jupile-Larombière commencèrent au collège de Limoges où il fut un brillant élève, notamment en vers latin, avant de partir faire son droit à Paris en 1832. Après avoir obtenu sa licence en 1835 il revint en Limousin et s'inscrit au barreau de Limoges. Il n'exerça la profession d'avocat que quelques années avant, sous les conseils du 1er président Tixier-Lachassagne de faire carrière dans la magistrature. 
Il fut substitut du procureur du Roi à Bellac en 1841, puis substitut et commissaire du gouvernement à Tulle en 1843 et procureur de la République en 1848. À Limoges, il est successivement substitut du procureur général en 1849, avocat général en 1853 et président de Chambre à la cour en 1855. Après que la croix de la Légion d'honneur lui ait été décernée le 19 mai 1858 il fut nommé conseiller à la Cour de cassation en 1869. Il vécut environ 20 ans à Paris au 16 rue d'Assas (Paris VI). Durant ces quelques années il obtient d'abord le poste considérable de Premier Président de la Cour d'appel de Paris en 1875, puis celui de président de Chambre à la Cour de cassation 1883.
En 1889 Léobon Valéry Léon Jupile-La-Rombière devient Président honoraire de la Cour de cassation. 
Après avoir été élu Président de la Société de Législation en 1877,  il est élu membre de l'Académie des sciences morales et politiques en 1879. Il est promu grand officier de la légion d’honneur en 1884.

## Ouvrages
- Théorie et pratique des obligations, ou Commentaire des titres III et IV livre III du Code Napoléon, art. 1101 à 1386 (5 volumes, 1857 ; 7 volumes, 1885). Réédition : Adamant Media Corporation, 2001.
- Titus Lucretius Carus. De rerum natura. Poème de Lucrèce : La Nature, traduit en vers français (1877)
- Georgica : les Géorgiques. Traduit en vers français (1882)